# Цреповићи
Цреповићи су српска средњовековна племићка породица.

## Цреповићи у Поморављу
Оснивач ове породице је Цреп Вукославић, српски племић у 14. веку. Први пут се ова породица спомиње у вези једне препирке око власништва над манастиром Марије Петрушке. Њихов први посед био је Петрус, тврђава коју је цар Урош доделио жупану Вукославу, првом познатом представнику Цреповића. По доласку на власт, цар Урош је жупану Вукославу и његовој деци Дрзману и Црепу потврдио овај баштински посед на коме је у селу Летисју саградјена црква, коју су касније подарили Хиландару. У повељи цара Уроша из 1371. године наводи се да је црква враћена у посед Цреповића. Те исте године Дрзман се замонашује и добија име Дионисије. Он око цркве оснива манастир. 1375. године се наводи да су браћа Цреп и Дрзман даровали неколико цркви манастирима на Светој гори. 1380. или 1381 се одиграва позната битка на Дубравници у којо је главни војсковођа управо Цреп Вукославић. Цреп иза себе оставља сина Венедикта Цреповића ктитора манастира Богородица Лесанска. Венедикт је преводио књиге и остале списе са грчког на српски.

## Цреповићи у Херцеговини
Најпознатији Цреповић у Херцеговини је Прибислав Вукотић, један од поверљивих људи Стефана Вукчића Косаче. Презиме Вукотић је вероватно презиме по оцу, док му је право презиме Цреповић, што се сазнаје из дубровачких извора. Он је заједно са породицом живео у Фочи. У то време кнез Фоче био је Раде Цреповић. Он је имао још два брата Радивоја и Рађенка, који су били трговци. Прибислав Вукотић-Цреповић такође се бавио трговином, непосредно послујући са италијанским градовима. На неком од европских дворова Прибислав је проглашен витезом, а такође је био носилац високог ордена Змајевог реда.

## Цреповићи у Трансилванији
После пада српских земаља под турску власт, Цреповићи као и многе друге српске породице прелазе Саву и Дунав и од угарског краља добијају поседе. Најпознатији Цреповић са почетка 16. века био је Никола Цреповић, један од Запољиних војсковођа. Истакао се у борби против далматинског монаха Јурја Утјешеновића. Приликом освајања Темишвара, Никола бива заробљен, али је касније ослобођен ропства.